# Luda kuća (1980.)
Luda kuća, hrvatski dugometražni film iz 1980. godine.